# Česká hokejová extraliga 1995/1996
Česká hokejová extraliga 1995/1996 byla 3. ročníkem nejvyšší hokejové soutěže v České republice.

## Fakta
- 3. ročník samostatné české hokejové soutěže
- Do tohoto ročníku soutěže postoupili oba finalisté z 1. ligy, tj. HC Železárny Třinec a HC Kometa Brno z minulého ročníku (1994/1995)
- Nejlepší střelec základní části – Viktor Ujčík HC Slavia Praha 37 branek
- Nejlepší nahrávač – Vladimír Růžička HC Slavia Praha 48 nahrávek
- Vítěz kanadského bodování – Vladimír Růžička HC Slavia Praha
- Základní část – 37 utkání, 68 bodů / 21 branek + 47 nahrávek /
- Play off – 5 utkání, 3 bodů / 2 branek + 1 nahrávek /
- Celkem základní část + Play off – 42 utkání, 71 bodů / 23 branek + 48 nahrávek /
- V prolínací extraligové kvalifikaci uspěla HC Opava (z 1. ligy) a HC Pardubice
- Do 1. ligy sestoupila HC Kometa Brno.
- Vítěz zlaté hokejky: Jaromír Jágr (Pittsburgh Penguins)
- Hráč sezóny: Roman Turek (HC České Budějovice)
- Nejlepší obránce: Libor Zábranský (HC České Budějovice)
- Nejlepší brankář: Roman Čechmánek (HC Petra Vsetín)
- Nejlepší nováček: Ondřej Kratěna (HC Olomouc)
- Nejlepší hráč v play-off: Jiří Dopita (HC Petra Vsetín)
- Nejslušnější hráč: Ondřej Kratěna (HC Olomouc)
- Nejlepší veterán: Vladimír Jeřábek (HC Chemopetrol Litvínov)
- Nejlepší cizinec: Andrej Potajčuk (HC Sparta Praha)
- Nejlepší trenér: Josef Beránek (HC Chemopetrol Litvínov)
- Nejlepší rozhodčí sezóny: František Rejthar

### Systém soutěže
Všech 14 účastníků se v základní části utkalo nejprve dvoukolově každý s každým. V nadstavbové části se utkal každý sudý tým s každým lichým týmem doma a venku. První 4 celky postoupily přímo do čtvrtfinále play off, zatímco celky na 5. – 12. místě hrály předkolo play off. Předkolo play off se hrálo na tři vítězná utkání. Další fáze play off se hrály, kromě utkání o třetí místo, na čtyři vítězná utkání. Celky na 13. a 14. místě se účastnily čtyřčlenné baráže o extraligu, do které postoupili dva vítězní semifinalisté 1. ligy.

## Konečná tabulka základní části
| Poř. | Tým                        | Z  | V  | Vp | R  | Pp | P  | Skóre   | B  |
| ---- | -------------------------- | -- | -- | -- | -- | -- | -- | ------- | -- |
| 1.   | HC Sparta Praha            | 40 | 26 | 1  | 3  | 0  | 10 | 152:108 | 57 |
| 2.   | HC Petra Vsetín (C)        | 40 | 24 | 0  | 7  | 0  | 9  | 149:85  | 55 |
| 3.   | HC České Budějovice        | 40 | 20 | 0  | 9  | 0  | 11 | 120:85  | 49 |
| 4.   | HC Chemopetrol Litvínov    | 40 | 21 | 0  | 7  | 0  | 12 | 155:117 | 49 |
| 5.   | AC ZPS Zlín                | 40 | 19 | 1  | 6  | 0  | 14 | 126:111 | 46 |
| 6.   | HC Slavia Praha            | 40 | 17 | 1  | 5  | 0  | 17 | 148:140 | 41 |
| 7.   | HC Olomouc                 | 40 | 15 | 1  | 8  | 2  | 14 | 112:109 | 40 |
| 8.   | HC Poldi Kladno            | 40 | 16 | 1  | 5  | 0  | 18 | 127:131 | 39 |
| 9.   | HC Vítkovice               | 40 | 11 | 2  | 11 | 2  | 14 | 105:121 | 37 |
| 10.  | HC Dukla Jihlava           | 40 | 13 | 0  | 9  | 2  | 16 | 115:142 | 35 |
| 11.  | HC ZKZ Plzeň               | 40 | 12 | 0  | 7  | 1  | 20 | 103:134 | 31 |
| 12.  | HC Železárny Třinec (N)    | 40 | 10 | 2  | 6  | 0  | 22 | 128:162 | 30 |
| 13.  | HC Pojišťovna IB Pardubice | 40 | 12 | 0  | 4  | 3  | 21 | 103:128 | 28 |
| 14.  | HC Kometa BVV Brno (N)     | 40 | 8  | 1  | 5  | 0  | 26 | 95:165  | 23 |

Poznámky:
- (C) = držitel mistrovského titulu, (N) = nováček (minulou sezónu hrál nižší soutěž a postoupil)

## Pavouk play off
|  | Čtvrtfinále             | Čtvrtfinále             |                 |   | Semifinále | Semifinále |  |  | Finále | Finále |
|  |                         |                         |                 |   |            |            |  |  |        |        |
|  |                         |                         |                 |   |            |            |  |  |        |        |
|  | HC Sparta Praha         | 4                       |                 |   |            |            |  |  |        |        |
|  | HC Sparta Praha         | 4                       |                 |   |            |            |  |  |        |        |
|  | HC Dukla Jihlava        | 0                       |                 |   |            |            |  |  |        |        |
|  | HC Dukla Jihlava        | 0                       | HC Sparta Praha | 2 |            |            |  |  |        |        |
|  |                         |                         | HC Sparta Praha | 2 |            |            |  |  |        |        |
|  |                         | HC Chemopetrol Litvínov | 4               |   |            |            |  |  |        |        |
|  | HC Chemopetrol Litvínov | HC Chemopetrol Litvínov | 4               | 4 |            |            |  |  |        |        |
|  | HC Chemopetrol Litvínov |                         |                 | 4 |            |            |  |  |        |        |
|  | AC ZPS Zlín             | 1                       |                 |   |            |            |  |  |        |        |
|  | AC ZPS Zlín             | 1                       | HC Petra Vsetín | 4 |            |            |  |  |        |        |
|  |                         |                         | HC Petra Vsetín | 4 |            |            |  |  |        |        |
|  |                         | HC Chemopetrol Litvínov | 1               |   |            |            |  |  |        |        |
|  | HC Petra Vsetín         | HC Chemopetrol Litvínov | 1               | 4 |            |            |  |  |        |        |
|  | HC Petra Vsetín         |                         |                 | 4 |            |            |  |  |        |        |
|  | HC Poldi Kladno         | 0                       |                 |   |            |            |  |  |        |        |
|  | HC Poldi Kladno         | 0                       | HC Petra Vsetín | 4 |            |            |  |  |        |        |
|  |                         |                         | HC Petra Vsetín | 4 |            |            |  |  |        |        |
|  |                         | HC České Budějovice     | 0               |   |            |            |  |  |        |        |
|  | HC České Budějovice     | HC České Budějovice     | 0               | 4 |            |            |  |  |        |        |
|  | HC České Budějovice     |                         |                 | 4 |            |            |  |  |        |        |
|  | HC Slavia Praha         | 0                       |                 |   |            |            |  |  |        |        |
|  | HC Slavia Praha         | 0                       |                 |   |            |            |  |  |        |        |

## 1. kolo

### První série
1. utkání
|  | AC ZPS Zlín | 4 - 1         | HC Železárny Třinec |  |
|  | AC ZPS Zlín | (1:1,1:0,2:0) | HC Železárny Třinec |  |

| Souhrn zápasu Report | Souhrn zápasu Report                                                  | Souhrn zápasu Report | Souhrn zápasu Report | Souhrn zápasu Report                                     |
| -------------------- | --------------------------------------------------------------------- | -------------------- | -------------------- | -------------------------------------------------------- |
|                      | 17. Miroslav Okál 40. Pavel Janků 44. Petr Čajánek 57. Tomáš Němčický |                      | 17. Roman Kontšek    | Rozhodčí: Petr Bolina - Miroslav Dvořák, Radovan Křivský |

2. utkání
|  | AC ZPS Zlín | 6 - 3         | HC Železárny Třinec |  |
|  | AC ZPS Zlín | (4:2,2:1,0:0) | HC Železárny Třinec |  |

| Souhrn zápasu Report | Souhrn zápasu Report                                                                                     | Souhrn zápasu Report | Souhrn zápasu Report                                 | Souhrn zápasu Report                                      |
| -------------------- | --- | -------------------- | ---------------------------------------------------- | --------------------------------------------------------- |
|                      | 3. Miroslav Okál 7. Pavel Janků 10. Jiří Marušák 15. Zdeněk Sedlák 37. Stanislav Medřík 40. Tomáš Krásný |                      | 5. Petr Sikora 19. Petr Zajonc 32. Antonín Plánovský | Rozhodčí: Bohuslav Šteier - Vilém Cambal, Michal Unzeitig |

3. utkání
|  | HC Železárny Třinec | 2 - 3         | AC ZPS Zlín |  |
|  | HC Železárny Třinec | (1:0,0:3,1:0) | AC ZPS Zlín |  |

| Souhrn zápasu Report | Souhrn zápasu Report            | Souhrn zápasu Report | Souhrn zápasu Report                                | Souhrn zápasu Report                                 |
| -------------------- | ------------------------------- | -------------------- | --------------------------------------------------- | ---------------------------------------------------- |
|                      | 20. Petr Sikora 58. Petr Mainer |                      | 28. Roman Meluzín 30. Pavel Janků 36. Miroslav Okál | Rozhodčí: Petr Bolina - Jaromír Brázdil, Pavel Halas |

- Vítěz AC ZPS Zlín  3:0 na zápasy

### Druhá série
1. utkání
|  | HC Slavia Praha | 4 - 2         | HC ZKZ Plzeň |  |
|  | HC Slavia Praha | (1:1,1:0,2:1) | HC ZKZ Plzeň |  |

| Souhrn zápasu Report | Souhrn zápasu Report                                              | Souhrn zápasu Report | Souhrn zápasu Report              | Souhrn zápasu Report                                |
| -------------------- | ----------------------------------------------------------------- | -------------------- | --------------------------------- | --------------------------------------------------- |
|                      | 11. Ivo Prorok 39. Jan Benda 47. Viktor Ujčík 59. Tomáš Kucharčík |                      | 2. Kamil Kašťák 54. Miroslav Mach | Rozhodčí: Oldřich Brada - Jiří Stulák, Aleš Pokorný |

2. utkání
|  | HC Slavia Praha | 7 - 2         | HC ZKZ Plzeň |  |
|  | HC Slavia Praha | (3:1,2:1,2:0) | HC ZKZ Plzeň |  |

| Souhrn zápasu Report | Souhrn zápasu Report                                                                    | Souhrn zápasu Report | Souhrn zápasu Report               | Souhrn zápasu Report                               |
| -------------------- | --------------------------------------------------------------------------------------- | -------------------- | ---------------------------------- | -------------------------------------------------- |
|                      | 12., 18. a 28. Viktor Ujčík 13. Michal Sup 34. Roman Blažek 44. Ivo Prorok 58. Jiří Heš |                      | 9. Tomáš Jelínek 22. Miroslav Mach | Rozhodčí: Jiří Balej - Jaromír Bláha, Václav Český |

3. utkání
|  | HC ZKZ Plzeň | 3 - 5         | HC Slavia Praha |  |
|  | HC ZKZ Plzeň | (0:1,2:3,1:1) | HC Slavia Praha |  |

| Souhrn zápasu Report | Souhrn zápasu Report                             | Souhrn zápasu Report | Souhrn zápasu Report                                                            | Souhrn zápasu Report                                 |
| -------------------- | ------------------------------------------------ | -------------------- | ------------------------------------------------------------------------------- | ---------------------------------------------------- |
|                      | 26. Miroslav Mach 29. Milan Antoš 60. Karel Šmíd |                      | 9. a 43. Viktor Ujčík 22. Tomáš Kucharčík 25. Roman Blažek 27. Vladimír Růžička | Rozhodčí: Oldřich Brada - Roman Valta, Pavel Sirotek |

- Vítěz HC Slavia Praha 3:0 na zápasy

### Třetí série
1. utkání
|  | HC Olomouc | 2 - 5         | HC Dukla Jihlava |  |
|  | HC Olomouc | (0:0,1:3,1:2) | HC Dukla Jihlava |  |

| Souhrn zápasu Report | Souhrn zápasu Report           | Souhrn zápasu Report | Souhrn zápasu Report                                       | Souhrn zápasu Report                                  |
| -------------------- | ------------------------------ | -------------------- | ---------------------------------------------------------- | ----------------------------------------------------- |
|                      | 23. Jiří Látal 48. Jan Tomajko |                      | 30., 53. a 59. Petr Kaňkovský 26. Petr Vlk 40. Jiří Poukar | Rozhodčí: Vladimír Svoboda -Evžen Kostka, Pavel Fiala |

2. utkání
|  | HC Olomouc | 5 - 3         | HC Dukla Jihlava |  |
|  | HC Olomouc | (2:0,2:1,1:2) | HC Dukla Jihlava |  |

| Souhrn zápasu Report | Souhrn zápasu Report                                                           | Souhrn zápasu Report | Souhrn zápasu Report                                    | Souhrn zápasu Report                                  |
| -------------------- | ------------------------------------------------------------------------------ | -------------------- | ------------------------------------------------------- | ----------------------------------------------------- |
|                      | 11. a 24. Ladislav Svoboda 2. Martin Bakula 31. Michal Broš 50. Ondřej Kratěna |                      | 31. Oldřich Válek 55. Patrik Fink 57. Ladislav Prokůpek | Rozhodčí: Miroslav Příhoda - Petr Charvát, Jiří Pešan |

3. utkání
|  | HC Dukla Jihlava | 3 - 1         | HC Olomouc |  |
|  | HC Dukla Jihlava | (2:0,1:0,0:1) | HC Olomouc |  |

| Souhrn zápasu Report | Souhrn zápasu Report                          | Souhrn zápasu Report | Souhrn zápasu Report | Souhrn zápasu Report                                          |
| -------------------- | --------------------------------------------- | -------------------- | -------------------- | ------------------------------------------------------------- |
|                      | 6. Oldřich Válek 12. Jan Boháček 31. Petr Vlk |                      | 43. Michal Broš      | Rozhodčí: Vladimír Svoboda - Jiří Brunclík, Ladislav Rouspetr |

4. utkání
|  | HC Dukla Jihlava | 5 - 3         | HC Olomouc |  |
|  | HC Dukla Jihlava | (0:1,3:2,2:0) | HC Olomouc |  |

| Souhrn zápasu Report | Souhrn zápasu Report                                                    | Souhrn zápasu Report | Souhrn zápasu Report                                | Souhrn zápasu Report                                         |
| -------------------- | ----------------------------------------------------------------------- | -------------------- | --------------------------------------------------- | ------------------------------------------------------------ |
|                      | 30. a 39. Oldřich Válek 38. Jiří Cihlář 41. Jaromír Kverka 55. Petr Vlk |                      | 20. Ladislav Svoboda 29. Jiří Látal 37. Pavel Nohel | Rozhodčí: Miroslav Příhoda - Alexnadr Fedoročko, Jan Padevět |

- Vítěz HC Dukla Jihlava 3:1 na zápasy

### Čtvrtá série
1. utkání
|  | HC Poldi Kladno | 4 - 2         | HC Vítkovice |  |
|  | HC Poldi Kladno | (2:0,0:1,2:1) | HC Vítkovice |  |

| Souhrn zápasu Report | Souhrn zápasu Report                                             | Souhrn zápasu Report | Souhrn zápasu Report              | Souhrn zápasu Report                                   |
| -------------------- | ---------------------------------------------------------------- | -------------------- | --------------------------------- | ------------------------------------------------------ |
|                      | 50. a 60. Martin Procházka 5. Tomáš Mikolášek 11. Marek Židlický |                      | 22. Tomáš Chlubna 54. Jan Peterek | Rozhodčí: Ladislav Vokurka - Miloš Bádal, Roman Pouzar |

2. utkání
|  | HC Poldi Kladno | 4 - 3 SN          | HC Vítkovice |  |
|  | HC Poldi Kladno | (2:0,0:1,1:2,0:0) | HC Vítkovice |  |

| Souhrn zápasu Report | Souhrn zápasu Report                                                       | Souhrn zápasu Report | Souhrn zápasu Report                                | Souhrn zápasu Report                                |
| -------------------- | -------------------------------------------------------------------------- | -------------------- | --------------------------------------------------- | --------------------------------------------------- |
|                      | 10. David Čermák 12. Otakar Vejvoda 54. Jiří Burger Petr Ton rozhodujíc SN |                      | 33. Roman Šimíček 49. Jan Peterek 56. Tomáš Chlubna | Rozhodčí: Tomáš Machač - Roman Valta, Pavel Sirotek |

3. utkání
|  | HC Vítkovice | 4 - 0         | HC Poldi Kladno |  |
|  | HC Vítkovice | (2:0,0:0,2:0) | HC Poldi Kladno |  |

| Souhrn zápasu Report | Souhrn zápasu Report                                                 | Souhrn zápasu Report | Souhrn zápasu Report | Souhrn zápasu Report                                       |
| -------------------- | -------------------------------------------------------------------- | -------------------- | -------------------- | ---------------------------------------------------------- |
|                      | 8. Daniel Kysela 19. Martin Smeták 50. Tomáš Chlubna 58. Jan Peterek |                      |                      | Rozhodčí: Ladislav Vokurka - Stanislav Barvíř, Petr Blümel |

4. utkání
|  | HC Vítkovice | 2 - 3         | HC Poldi Kladno |  |
|  | HC Vítkovice | (1:1,1:2,0:0) | HC Poldi Kladno |  |

| Souhrn zápasu Report | Souhrn zápasu Report                 | Souhrn zápasu Report | Souhrn zápasu Report                 | Souhrn zápasu Report                                  |
| -------------------- | ------------------------------------ | -------------------- | ------------------------------------ | ----------------------------------------------------- |
|                      | 6. Roman Šimíček 38. Vladimír Vůjtek |                      | 5. a 22. Pavel Patera 29. Jan Kruliš | Rozhodčí: Tomáš Machač - Jaromír Brázdil, Pavel Halas |

- Vítěz HC Poldi Kladno 3:1 na zápasy

## Čtvrtfinále

### První čtvrtfinále
1. utkání
|  | HC Sparta Praha | 2 - 1         | HC Dukla Jihlava |  |
|  | HC Sparta Praha | (1:0,1:1,0:0) | HC Dukla Jihlava |  |

| Souhrn zápasu Report | Souhrn zápasu Report                  | Souhrn zápasu Report | Souhrn zápasu Report | Souhrn zápasu Report                                  |
| -------------------- | ------------------------------------- | -------------------- | -------------------- | ----------------------------------------------------- |
|                      | 13. Alexej Tkačuk 39. Patrik Martinec |                      | 28. Marek Melenovský | Rozhodčí: Milan Kolísek - Jaromír Bláha, Václav Český |

2. utkání
|  | HC Sparta Praha | 6 - 2         | HC Dukla Jihlava |  |
|  | HC Sparta Praha | (2:0,3:2,1:0) | HC Dukla Jihlava |  |

| Souhrn zápasu Report | Souhrn zápasu Report                                                                            | Souhrn zápasu Report | Souhrn zápasu Report                     | Souhrn zápasu Report                                   |
| -------------------- | ----------------------------------------------------------------------------------------------- | -------------------- | ---------------------------------------- | ------------------------------------------------------ |
|                      | 30. a 44. Roman Horák 15. Alexej Tkačuk 19. David Výborný 28. Andrej Potajčuk 33. Jiří Vykoukal |                      | 25. Ladislav Prokůpek 40. Jaromír Kverka | Rozhodčí: Tomáš Machač - Stanislav Barvíř, Petr Blümel |

3. utkání
|  | HC Dukla Jihlava | 2 - 5         | HC Sparta Praha |  |
|  | HC Dukla Jihlava | (1:1,0:3,1:1) | HC Sparta Praha |  |

| Souhrn zápasu Report | Souhrn zápasu Report              | Souhrn zápasu Report | Souhrn zápasu Report                                                                 | Souhrn zápasu Report                                |
| -------------------- | --------------------------------- | -------------------- | ------------------------------------------------------------------------------------ | --------------------------------------------------- |
|                      | 15. Roman Čech 41. Jaromír Kverka |                      | 8. Václav Burda 27. Roman Horák 27. Andrej Potajčuk 39. Jiří Vykoukal 51. Pavel Šrek | Rozhodčí: Milan Kolísek - Evžen Kostka, Pavel Fiala |

4. utkání
|  | HC Dukla Jihlava | 4 - 5 PP          | HC Sparta Praha |  |
|  | HC Dukla Jihlava | (2:3,2:0,0:1,0:1) | HC Sparta Praha |  |

| Souhrn zápasu Report | Souhrn zápasu Report                                                 | Souhrn zápasu Report | Souhrn zápasu Report                                                           | Souhrn zápasu Report                                   |
| -------------------- | -------------------------------------------------------------------- | -------------------- | ------------------------------------------------------------------------------ | ------------------------------------------------------ |
|                      | 11. Jiří Poukar 17. Petr Kaňkovský 31. Oldřich Válek 39. Patrik Fink |                      | 14. a 19. Patrik Martinec 17. Jaroslav Hlinka 42. Václav Burda 68. Roman Horák | Rozhodčí: Tomáš Machač - Vilém Cambal, Michal Unzeitig |

- Vítěz HC Sparta Praha 4:0 na zápasy

### Druhé čtvrtfinále
1. utkání
|  | HC Chemopetrol Litvínov | 6 - 3         | AC ZPS Zlín |  |
|  | HC Chemopetrol Litvínov | (1:0,3:0,2:3) | AC ZPS Zlín |  |

| Souhrn zápasu Report | Souhrn zápasu Report                                                                                           | Souhrn zápasu Report | Souhrn zápasu Report                                     | Souhrn zápasu Report                                   |
| -------------------- | --- | -------------------- | -------------------------------------------------------- | ------------------------------------------------------ |
|                      | 13. Normunds Sējējs 36. Sergej Butko 38. Vladimír Jeřábek 40. Robert Kysela 50. David Balázs 52. Martin Rousek |                      | 48. Miloslav Gureň 53. Patrik Hučko 60. Stanislav Medřík | Rozhodčí: Vladimír Svoboda - Jiří Stulák, Aleš Pokorný |

2. utkání
|  | HC Chemopetrol Litvínov | 2 - 3 PP          | AC ZPS Zlín |  |
|  | HC Chemopetrol Litvínov | (1:0,1:1,0:1,0:1) | AC ZPS Zlín |  |

| Souhrn zápasu Report | Souhrn zápasu Report                  | Souhrn zápasu Report | Souhrn zápasu Report                                  | Souhrn zápasu Report                                   |
| -------------------- | ------------------------------------- | -------------------- | ----------------------------------------------------- | ------------------------------------------------------ |
|                      | 16. Vladimír Jeřábek 35. Josef Straka |                      | 21. Tomáš Němčický 49. Patrik Hučko 69. Roman Meluzín | Rozhodčí: Ladislav Vokurka - Miloš Bádal, Roman Pouzar |

3. utkání
|  | AC ZPS Zlín | 2 - 3 SN          | HC Chemopetrol Litvínov |  |
|  | AC ZPS Zlín | (1:0,1:1,0:1,0:0) | HC Chemopetrol Litvínov |  |

| Souhrn zápasu Report | Souhrn zápasu Report | Souhrn zápasu Report | Souhrn zápasu Report                                       | Souhrn zápasu Report                                          |
| -------------------- | -------------------- | -------------------- | ---------------------------------------------------------- | ------------------------------------------------------------- |
|                      | 4. a 22. David Bruk  |                      | 26. Jan Alinč 52. Tomáš Vlasák Robert Kysela rozhodujíc SN | Rozhodčí: Vladimír Svoboda - Josef Furmánek, Jaroslav Grochol |

4. utkání
|  | AC ZPS Zlín | 2 - 3         | HC Chemopetrol Litvínov |  |
|  | AC ZPS Zlín | (1:1,0:2,1:0) | HC Chemopetrol Litvínov |  |

| Souhrn zápasu Report | Souhrn zápasu Report              | Souhrn zápasu Report | Souhrn zápasu Report                                 | Souhrn zápasu Report                                         |
| -------------------- | --------------------------------- | -------------------- | ---------------------------------------------------- | ------------------------------------------------------------ |
|                      | 9. Miroslav Okál 44. Tomáš Krásný |                      | 3. Jindřich Kotrla 36. Radek Mrázek 39. Josef Straka | Rozhodčí: Ladislav Vokurka - Alexandr Fedoročko, Jan Padevět |

5. utkání
|  | HC Chemopetrol Litvínov | 3 - 2         | AC ZPS Zlín |  |
|  | HC Chemopetrol Litvínov | (0:1,1:1,2:0) | AC ZPS Zlín |  |

| Souhrn zápasu Report | Souhrn zápasu Report                                    | Souhrn zápasu Report | Souhrn zápasu Report                | Souhrn zápasu Report                                     |
| -------------------- | ------------------------------------------------------- | -------------------- | ----------------------------------- | -------------------------------------------------------- |
|                      | 38. Martin Rousek 48. Tomáš Vlasák 51. Vladimír Jeřábek |                      | 14. Tomáš Němčický 30. Petr Čajánek | Rozhodčí: Ladislav Vokurka - Jaromír Bláha, Václav Český |

- Vítěz HC Chemopetrol Litvínov 4:1 na zápasy

### Třetí čtvrtfinále
1. utkání
|  | HC Petra Vsetín | 3 - 0         | HC Poldi Kladno |  |
|  | HC Petra Vsetín | (0:0,1:0,2:0) | HC Poldi Kladno |  |

| Souhrn zápasu Report | Souhrn zápasu Report                    | Souhrn zápasu Report | Souhrn zápasu Report | Souhrn zápasu Report                                       |
| -------------------- | --------------------------------------- | -------------------- | -------------------- | ---------------------------------------------------------- |
|                      | 53. a 60. Tomáš Sršeň 32. Andrej Galkin |                      |                      | Rozhodčí: František Rejthar - Jaromír Brázdil, Pavel Halas |

2. utkání
|  | HC Petra Vsetín | 4 - 3 PP          | HC Poldi Kladno |  |
|  | HC Petra Vsetín | (0:0,2:1,1:2,1:0) | HC Poldi Kladno |  |

| Souhrn zápasu Report | Souhrn zápasu Report                                              | Souhrn zápasu Report | Souhrn zápasu Report                      | Souhrn zápasu Report                                    |
| -------------------- | ----------------------------------------------------------------- | -------------------- | ----------------------------------------- | ------------------------------------------------------- |
|                      | 28. Zbyněk Mařák 35. Jiří Dopita 49. Tomáš Sršeň 63. Michal Tomek |                      | 32. a 56. Libor Procházka 42. Josef Zajíc | Rozhodčí: Bohuslav Šteier - Luboš Chytil, Vladimír Mana |

3. utkání
|  | HC Poldi Kladno | 2 - 4         | HC Petra Vsetín |  |
|  | HC Poldi Kladno | (1:1,0:1,1:2) | HC Petra Vsetín |  |

| Souhrn zápasu Report | Souhrn zápasu Report           | Souhrn zápasu Report | Souhrn zápasu Report                                          | Souhrn zápasu Report                                     |
| -------------------- | ------------------------------ | -------------------- | ------------------------------------------------------------- | -------------------------------------------------------- |
|                      | 4. Jan Kruliš 44. Pavel Patera |                      | 6. Jiří Veber 37. Michal Tomek 45. Aleš Zima 54. Zbyněk Mařák | Rozhodčí: František Rejthar - Roman Valta, Pavel Sirotek |

4. utkání
|  | HC Poldi Kladno | 1 - 2         | HC Petra Vsetín |  |
|  | HC Poldi Kladno | (0:1,1:0,0:1) | HC Petra Vsetín |  |

| Souhrn zápasu Report | Souhrn zápasu Report | Souhrn zápasu Report | Souhrn zápasu Report             | Souhrn zápasu Report                                 |
| -------------------- | -------------------- | -------------------- | -------------------------------- | ---------------------------------------------------- |
|                      | 33. Otakar Vejvoda   |                      | 12. Michal Tomek 45. Jiří Dopita | Rozhodčí: Bohuslav Šteier - Petr Charvát, Jiří Pešan |

- vítěz HC Petra Vsetín 4:0 na zápasy

### Čtvrté čtvrtfinále
1. utkání
|  | HC České Budějovice | 5 - 3         | HC Slavia Praha |  |
|  | HC České Budějovice | (1:0,2:0,2:3) | HC Slavia Praha |  |

| Souhrn zápasu Report | Souhrn zápasu Report                                        | Souhrn zápasu Report | Souhrn zápasu Report                     | Souhrn zápasu Report                                |
| -------------------- | ----------------------------------------------------------- | -------------------- | ---------------------------------------- | --------------------------------------------------- |
|                      | 4., 38. a 48. Luboš Rob 34. Karel Soudek 60. Zdeněk Šperger |                      | 53. a 55. Jiří Heš 58. Martin Maškarinec | Rozhodčí: Petr Bolina - Roman Frühauf, Tomáš Průcha |

2. utkání
|  | HC České Budějovice | 3 - 2         | HC Slavia Praha |  |
|  | HC České Budějovice | (3:1,0:1,0:0) | HC Slavia Praha |  |

| Souhrn zápasu Report | Souhrn zápasu Report                | Souhrn zápasu Report | Souhrn zápasu Report         | Souhrn zápasu Report                                   |
| -------------------- | ----------------------------------- | -------------------- | ---------------------------- | ------------------------------------------------------ |
|                      | 5. a 5. Radek Ťoupal 7. Roman Božek |                      | 2. Jiří Heš 27. Viktor Ujčík | Rozhodčí: Ivo Haber - Jiří Brunclík, Ladislav Rouspetr |

3. utkání
|  | HC Slavia Praha | 3 - 4         | HC České Budějovice |  |
|  | HC Slavia Praha | (1:0,0:3,2:1) | HC České Budějovice |  |

| Souhrn zápasu Report | Souhrn zápasu Report                                   | Souhrn zápasu Report | Souhrn zápasu Report                                    | Souhrn zápasu Report                                     |
| -------------------- | ------------------------------------------------------ | -------------------- | ------------------------------------------------------- | -------------------------------------------------------- |
|                      | 5. Viktor Ujčík 44. Vladimír Růžička 52. Robert Kostka |                      | 23. a 28. Pavel Pýcha 36. Michael Kubíček 46. Luboš Rob | Rozhodčí: Petr Bolina - Miroslav Dvořák, Radovan Křivský |

4. utkání
|  | HC Slavia Praha | 1 - 5         | HC České Budějovice |  |
|  | HC Slavia Praha | (0:1,0:2,1:2) | HC České Budějovice |  |

| Souhrn zápasu Report | Souhrn zápasu Report | Souhrn zápasu Report | Souhrn zápasu Report                                                    | Souhrn zápasu Report                                |
| -------------------- | -------------------- | -------------------- | ----------------------------------------------------------------------- | --------------------------------------------------- |
|                      | 59. Tomáš Kucharčík  |                      | 16. Luboš Rob 24. Radek Bělohlav 26. Kamil Ťoupal 60. a 60. Filip Turek | Rozhodčí: Ivo Haber - Petr Hauser, Miroslav Charvát |

- Vítěz HC České Budějovice 4:0 na zápasy

## Semifinále

### První semifinále
1. utkání
|  | HC Sparta Praha | 4 - 1         | HC Chemopetrol Litvínov |  |
|  | HC Sparta Praha | (1:1,2:0,1:0) | HC Chemopetrol Litvínov |  |

| Souhrn zápasu Report | Souhrn zápasu Report                                                      | Souhrn zápasu Report | Souhrn zápasu Report | Souhrn zápasu Report                                  |
| -------------------- | ------------------------------------------------------------------------- | -------------------- | -------------------- | ----------------------------------------------------- |
|                      | 10. Richard Žemlička 34. Roman Horák 35. Patrik Martinec 60. Václav Burda |                      | 1. Vladimír Jeřábek  | Rozhodčí: Oldřich Brada - Roman Frühauf, Tomáš Průcha |

2. utkání
|  | HC Sparta Praha | 4 - 6         | HC Chemopetrol Litvínov |  |
|  | HC Sparta Praha | (1:1,0:3,3:2) | HC Chemopetrol Litvínov |  |

| Souhrn zápasu Report | Souhrn zápasu Report                                                      | Souhrn zápasu Report | Souhrn zápasu Report                                                                                     | Souhrn zápasu Report                                          |
| -------------------- | ------------------------------------------------------------------------- | -------------------- | --- | ------------------------------------------------------------- |
|                      | 18. Roman Horák 42. Miroslav Hlinka 52. David Výborný 57. Jaroslav Nedvěd |                      | 32. a 36. Robert Kysela (2.z TS) 16. Michail Fadějev 33. Tomáš Vlasák 43. Martin Rousek 60. Sergej Butko | Rozhodčí: Ladislav Vokurka - Jiří Brunclík, Ladislav Rouspetr |

3. utkání
|  | HC Chemopetrol Litvínov | 4 - 1         | HC Sparta Praha |  |
|  | HC Chemopetrol Litvínov | (2:1,1:0,1:0) | HC Sparta Praha |  |

| Souhrn zápasu Report | Souhrn zápasu Report                                      | Souhrn zápasu Report | Souhrn zápasu Report | Souhrn zápasu Report                                    |
| -------------------- | --------------------------------------------------------- | -------------------- | -------------------- | ------------------------------------------------------- |
|                      | 3. a 38. Martin Rousek 37. Robert Kysela 46. Josef Straka |                      | 6. David Výborný     | Rozhodčí: Oldřich Brada - Stanislav Barvíř, Petr Blümel |

4. utkání
|  | HC Chemopetrol Litvínov | 0 - 5         | HC Sparta Praha |  |
|  | HC Chemopetrol Litvínov | (0:2,0:0,0:3) | HC Sparta Praha |  |

| Souhrn zápasu Report | Souhrn zápasu Report | Souhrn zápasu Report | Souhrn zápasu Report                                                | Souhrn zápasu Report                                     |
| -------------------- | -------------------- | -------------------- | ------------------------------------------------------------------- | -------------------------------------------------------- |
|                      |                      |                      | 10. a 56. David Výborný 16. a 49. Jiří Vykoukal 60. Miroslav Hlinka | Rozhodčí: Ladislav Vokurka - Jaromír Bláha, Václav Český |

5. utkání
|  | HC Sparta Praha | 1 - 6         | HC Chemopetrol Litvínov |  |
|  | HC Sparta Praha | (0:2,0:1,1:3) | HC Chemopetrol Litvínov |  |

| Souhrn zápasu Report | Souhrn zápasu Report | Souhrn zápasu Report | Souhrn zápasu Report                                                                               | Souhrn zápasu Report                                |
| -------------------- | -------------------- | -------------------- | -------------------------------------------------------------------------------------------------- | --------------------------------------------------- |
|                      | 56. Václav Burda     |                      | 7. a 24. Vladimír Machulda 4. Martin Rousek 48. Sergej Butko 50. Robert Kysela 58. Jaroslav Buchal | Rozhodčí: Ivo Haber - Stanislav Barvíř, Petr Blümel |

6. utkání
|  | HC Chemopetrol Litvínov | 5 - 4 SN          | HC Sparta Praha |  |
|  | HC Chemopetrol Litvínov | (1:1,2:2,1:1,0:0) | HC Sparta Praha |  |

| Souhrn zápasu Report | Souhrn zápasu Report                                                                                  | Souhrn zápasu Report | Souhrn zápasu Report                                       | Souhrn zápasu Report                                       |
| -------------------- | --- | -------------------- | ---------------------------------------------------------- | ---------------------------------------------------------- |
|                      | 6. Tomáš Vlasák 22. Robert Kysela 23. Radek Mrázek 53. Martin Rousek Vladimír Machulda rozhodující SN |                      | 26. a 52. Roman Horák 9. Patrik Martinec 28. David Výborný | Rozhodčí: Oldřich Brada - Jiří Brunclík, Ladislav Rouspetr |

- Vítěz HC Chemopetrol Litvínov 4:2 na zápasy

### Druhé semifinále
1. utkání
|  | HC Petra Vsetín | 4 - 0         | HC České Budějovice |  |
|  | HC Petra Vsetín | (1:0,1:0,2:0) | HC České Budějovice |  |

| Souhrn zápasu Report | Souhrn zápasu Report                                              | Souhrn zápasu Report | Souhrn zápasu Report | Souhrn zápasu Report                                      |
| -------------------- | ----------------------------------------------------------------- | -------------------- | -------------------- | --------------------------------------------------------- |
|                      | 11. Aleš Zima 35. Aleš Polcar 49. Jiří Dopita 59. Rostislav Vlach |                      |                      | Rozhodčí: František Rejthar - Luboš Chytil, Vladimír Mana |

2. utkání
|  | HC Petra Vsetín | 5 - 2         | HC České Budějovice |  |
|  | HC Petra Vsetín | (2:1,1:1,2:0) | HC České Budějovice |  |

| Souhrn zápasu Report | Souhrn zápasu Report                                        | Souhrn zápasu Report | Souhrn zápasu Report             | Souhrn zápasu Report                               |
| -------------------- | ----------------------------------------------------------- | -------------------- | -------------------------------- | -------------------------------------------------- |
|                      | 15. a 60. Zbyněk Mařák 36. a 51. Jiří Dopita 12. Jiří Veber |                      | 9. Radek Ťoupal 38. Ondřej Vošta | Rozhodčí: Ivo Haber - Jaromír Brázdil, Pavel Halas |

3. utkání
|  | HC České Budějovice | 2 - 3         | HC Petra Vsetín |  |
|  | HC České Budějovice | (1:1,1:1,0:1) | HC Petra Vsetín |  |

| Souhrn zápasu Report | Souhrn zápasu Report           | Souhrn zápasu Report | Souhrn zápasu Report                                     | Souhrn zápasu Report                                    |
| -------------------- | ------------------------------ | -------------------- | -------------------------------------------------------- | ------------------------------------------------------- |
|                      | 5. Filip Turek 34. Pavel Pýcha |                      | 5. Andrej Galkin 40. Roman Stantien 60. Antonín Stavjaňa | Rozhodčí: František Rejthar - Miloš Bádal, Roman Pouzar |

4. utkání
|  | HC České Budějovice | 1 - 4         | HC Petra Vsetín |  |
|  | HC České Budějovice | (0:1,1:2,0:1) | HC Petra Vsetín |  |

| Souhrn zápasu Report | Souhrn zápasu Report | Souhrn zápasu Report | Souhrn zápasu Report                                             | Souhrn zápasu Report                                |
| -------------------- | -------------------- | -------------------- | ---------------------------------------------------------------- | --------------------------------------------------- |
|                      | 34. Pavel Pýcha      |                      | 16. Jiří Dopita 26. Aleš Zima 36. Aleš Polcar 58. Miroslav Barus | Rozhodčí: Ivo Haber - Vilém Cambal, Michal Unzeitig |

- Vítěz HC Petra Vsetín 4:0 na zápasy

## O 3. místo
1. utkání
|  | HC České Budějovice | 2 - 5         | HC Sparta Praha |  |
|  | HC České Budějovice | (1:3,0:1,1:1) | HC Sparta Praha |  |

| Souhrn zápasu Report | Souhrn zápasu Report             | Souhrn zápasu Report | Souhrn zápasu Report                                                        | Souhrn zápasu Report                                |
| -------------------- | -------------------------------- | -------------------- | --------------------------------------------------------------------------- | --------------------------------------------------- |
|                      | 14. Filip Turek 60. Martin Štrba |                      | 2. a 44. Andrej Potajčuk 5. Patrik Martinec 6. David Výborný 37. Jan Hlaváč | Rozhodčí: Ivo Haber - Vilém Cambal, Michal Unzeitig |

2. utkání
|  | HC Sparta Praha | 3 - 2         | HC České Budějovice |  |
|  | HC Sparta Praha | (1:0,1:2,1:0) | HC České Budějovice |  |

| Souhrn zápasu Report | Souhrn zápasu Report                              | Souhrn zápasu Report | Souhrn zápasu Report          | Souhrn zápasu Report                                           |
| -------------------- | ------------------------------------------------- | -------------------- | ----------------------------- | -------------------------------------------------------------- |
|                      | 12. Miroslav Hlinka 29. Pavel Šrek 54. Petr Hrbek |                      | 31. Luboš Rob 37. Arpád Györi | Rozhodčí: František Rejthar - Jiří Brunclík, Ladislav Rouspetr |

- Vítěz HC Sparta Praha 2:0 na zápasy

## Finále
1. utkání
|  | HC Petra Vsetín | 1 - 2           | HC Chemopetrol Litvínov |  |
|  | HC Petra Vsetín | (0:0, 0:0, 1:2) | HC Chemopetrol Litvínov |  |

| Souhrn zápasu Report | Souhrn zápasu Report | Souhrn zápasu Report | Souhrn zápasu Report               | Souhrn zápasu Report                                          |
| -------------------- | -------------------- | -------------------- | ---------------------------------- | ------------------------------------------------------------- |
|                      | 41. Antonín Stavjaňa |                      | 43. Vladimír Jeřábek 60. Jan Alinč | Rozhodčí: Ladislav Vokurka - Jiří Brunclík, Ladislav Rouspetr |

2. utkání
|  | HC Petra Vsetín | 8 - 1           | HC Chemopetrol Litvínov |  |
|  | HC Petra Vsetín | (4:0, 3:1, 1:0) | HC Chemopetrol Litvínov |  |

| Souhrn zápasu Report | Souhrn zápasu Report                                                                               | Souhrn zápasu Report | Souhrn zápasu Report | Souhrn zápasu Report                            |
| -------------------- | -------------------------------------------------------------------------------------------------- | -------------------- | -------------------- | ----------------------------------------------- |
|                      | 4. a 7. Michal Tomek 14. a 33. Jiří Veber 18. a 38. Zbyněk Mařák 28. Alexej Jaškin 56. Tomáš Sršeň |                      | 22 David Balázs      | Rozhodčí: Ivo Haber - Miloš Bádal, Roman Pouzar |

3. utkání
|  | HC Chemopetrol Litvínov | 1 - 6           | HC Petra Vsetín |  |
|  | HC Chemopetrol Litvínov | (0:1, 0:4, 1:1) | HC Petra Vsetín |  |

| Souhrn zápasu Report | Souhrn zápasu Report | Souhrn zápasu Report | Souhrn zápasu Report                                                                     | Souhrn zápasu Report                                     |
| -------------------- | -------------------- | -------------------- | ---------------------------------------------------------------------------------------- | -------------------------------------------------------- |
|                      | 52. Tomáš Vlasák     |                      | 3. a 28. Jiří Dopita 30. Jiří Veber 37. Andrej Galkin 38. Aleš Polcar 44. Roman Stantien | Rozhodčí: Ladislav Vokurka - Jaromír Bláha, Václav Český |

4. utkání
|  | HC Chemopetrol Litvínov | 1 - 4           | HC Petra Vsetín |  |
|  | HC Chemopetrol Litvínov | (1:2, 0:1, 0:1) | HC Petra Vsetín |  |

| Souhrn zápasu Report | Souhrn zápasu Report | Souhrn zápasu Report | Souhrn zápasu Report                                            | Souhrn zápasu Report                                  |
| -------------------- | -------------------- | -------------------- | --------------------------------------------------------------- | ----------------------------------------------------- |
|                      | 8. Vladimír Machulda |                      | 20. Jiří Veber 20. Jiří Dopita 33. Aleš Zima 41. Miroslav Barus | Rozhodčí: Ivo Haber - Alexandr Fedoročko, Jan Padevět |

5. utkání
|  | HC Petra Vsetín | 2 - 1           | HC Chemopetrol Litvínov |  |
|  | HC Petra Vsetín | (1:0, 1:1, 0:0) | HC Chemopetrol Litvínov |  |

| Souhrn zápasu Report | Souhrn zápasu Report            | Souhrn zápasu Report | Souhrn zápasu Report | Souhrn zápasu Report                                          |
| -------------------- | ------------------------------- | -------------------- | -------------------- | ------------------------------------------------------------- |
|                      | 2. Alexej Jaškin 38. Jiří Veber |                      | 26. Martin Rousek    | Rozhodčí: Ladislav Vokurka - Jiří Brunclík, Ladislav Rouspetr |

- Vítěz HC Petra Vsetín 4:1 na zápasy

## Baráž o extraligu
| Poř. | Tým                        | Z  | V | R | P  | VG | OG | B  |
| ---- | -------------------------- | -- | - | - | -- | -- | -- | -- |
| 1.   | HC Slezan Opava            | 12 | 8 | 1 | 3  | 47 | 38 | 17 |
| 2.   | HC Pojišťovna IB Pardubice | 12 | 8 | 0 | 4  | 66 | 35 | 16 |
| 3.   | HC Kometa Brno             | 12 | 5 | 2 | 5  | 38 | 46 | 12 |
| 4.   | HC Zubr Přerov             | 12 | 1 | 1 | 10 | 26 | 58 | 3  |

| Datum utkání | Domácí                     | Hosté                      | Výsledek      | Třetiny         | Report    |                |                            |     |                 |  |
| ------------ | -------------------------- | -------------------------- | ------------- | --------------- | --------- | -------------- | -------------------------- | --- | --------------- |  |
| Datum utkání | Domácí                     | Hosté                      | Výsledek      | Třetiny         | 24. února | HC Kometa Brno | HC Pojišťovna IB Pardubice | 7:3 | (1:0, 3:1, 3:2) |  |
| 28. února    | HC Pojišťovna IB Pardubice | HC Kometa Brno             | 12:3          | (1:1, 8:0, 3:2) |           |                |                            |     |                 |  |
| 3. března    | HC Kometa Brno             | HC Pojišťovna IB Pardubice | 0:5 kontumace | (1:2, 0:0, 0:2) |           |                |                            |     |                 |  |
| 6. března    | HC Pojišťovna IB Pardubice | HC Kometa Brno             | 3:1           | (2:0, 1:1, 0:0) |           |                |                            |     |                 |  |
| 8. března    | HC Zubr Přerov             | HC Slezan Opava            | 2:7           | (1:1, 0:2, 1:4) |           |                |                            |     |                 |  |
| 11. března   | HC Kometa Brno             | HC Zubr Přerov             | 3:3           | (2:0, 1:2, 0:1) |           |                |                            |     |                 |  |
| 11. března   | HC Slezan Opava            | HC Pojišťovna IB Pardubice | 6:4           | (2:2, 2:0, 2:2) |           |                |                            |     |                 |  |
| 13. března   | HC Slezan Opava            | HC Zubr Přerov             | 3:2           | (1:1, 2:0, 0:1) |           |                |                            |     |                 |  |
| 15. března   | HC Zubr Přerov             | HC Kometa Brno             | 2:3           | (1:0, 0:1, 1:2) |           |                |                            |     |                 |  |
| 15. března   | HC Pojišťovna IB Pardubice | HC Slezan Opava            | 1:2           | (0:1, 0:1, 1:0) |           |                |                            |     |                 |  |
| 17. března   | HC Slezan Opava            | HC Kometa Brno             | 1:1           | (0:1, 1:0, 0:0) |           |                |                            |     |                 |  |
| 17. března   | HC Pojišťovna IB Pardubice | HC Zubr Přerov             | 10:2          | (2:0, 5:1, 3:1) |           |                |                            |     |                 |  |
| 20. března   | HC Zubr Přerov             | HC Slezan Opava            | 1:3           | (1:2, 0:0, 0:1) |           |                |                            |     |                 |  |
| 23. března   | HC Kometa Brno             | HC Slezan Opava            | 1:6           | (1:1, 0:2, 0:3) |           |                |                            |     |                 |  |
| 23. března   | HC Zubr Přerov             | HC Pojišťovna IB Pardubice | 2:4           | (2:0, 0:1, 0:3) |           |                |                            |     |                 |  |
| 25. března   | HC Slezan Opava            | HC Zubr Přerov             | 7:1           | (1:0, 2:1, 4:0) |           |                |                            |     |                 |  |
| 27. března   | HC Kometa Brno             | HC Zubr Přerov             | 4:1           | (2:0, 1:1, 1:0) |           |                |                            |     |                 |  |
| 27. března   | HC Pojišťovna IB Pardubice | HC Slezan Opava            | 7:4           | (3:1, 4:0, 0:3) |           |                |                            |     |                 |  |
| 29. března   | HC Slezan Opava            | HC Kometa Brno             | 5:3           | (2:0, 1:2, 2:1) |           |                |                            |     |                 |  |
| 29. března   | HC Zubr Přerov             | HC Pojišťovna IB Pardubice | 2:5           | (0:1, 0:1, 2:3) |           |                |                            |     |                 |  |
| 31. března   | HC Slezan Opava            | HC Pojišťovna IB Pardubice | 1:8           | (0:3, 1:1, 0:4) |           |                |                            |     |                 |  |
| 31. března   | HC Zubr Přerov             | HC Kometa Brno             | 3:5           | (0:3, 1:1, 0:4) |           |                |                            |     |                 |  |
| 2. dubna     | HC Kometa Brno             | HC Slezan Opava            | 7:2           | (2:2, 3:0, 2:0) |           |                |                            |     |                 |  |
| 2. dubna     | HC Pojišťovna IB Pardubice | HC Zubr Přerov             | 4:5           | (3:1, 1:3, 0:1) |           |                |                            |     |                 |  |

HC Slezan Opava postoupila do dalšího ročníku extraligy a HC Pojišťovna IB Pardubice se v extralize udržely. HC Kometa Brno sestoupila do 1. ligy.

## Nejproduktivnější hráči základní části
Toto je konečné pořadí hráčů podle dosažených bodů. Za jeden vstřelený gól nebo přihrávku na gól hráč získal jeden bod.
| Poř. | Hráč             | Tým                     | Z  | G  | A  | B  | TM | +/- |
| ---- | ---------------- | ----------------------- | -- | -- | -- | -- | -- | --- |
| 1.   | Vladimír Růžička | HC Slavia Praha         | 37 | 21 | 47 | 68 | 46 | 16  |
| 2.   | Viktor Ujčík     | HC Slavia Praha         | 39 | 37 | 19 | 56 | 61 | 10  |
| 3.   | Pavel Patera     | HC Poldi Kladno         | 40 | 24 | 31 | 55 | 38 | 5   |
| 4.   | Robert Kysela    | HC Chemopetrol Litvínov | 40 | 27 | 26 | 53 | 34 | 19  |
| 5.   | Vladimír Jeřábek | HC Chemopetrol Litvínov | 38 | 18 | 34 | 52 | 22 | 16  |
| 6.   | Roman Horák      | HC Sparta Praha         | 35 | 24 | 27 | 51 | 8  | 19  |
| 7.   | Richard Král     | HC Železárny Třinec     | 39 | 21 | 29 | 50 | 33 | -15 |
| 8.   | Petr Kaňkovský   | HC Dukla Jihlava        | 39 | 15 | 34 | 49 | 64 | -1  |
| 9.   | Patrik Martinec  | HC Sparta Praha         | 40 | 16 | 31 | 47 | 14 | 21  |
| 10.  | Jan Alinč        | HC Chemopetrol Litvínov | 38 | 15 | 30 | 45 | 88 | -3  |

## Nejproduktivnější hráči play-off
Toto je konečné pořadí hráčů podle dosažených bodů. Za jeden vstřelený gól nebo přihrávku na gól hráč získal jeden bod.
| Poř. | Hráč              | Tým                     | Z  | G | A  | B  | TM | +/- |
| ---- | ----------------- | ----------------------- | -- | - | -- | -- | -- | --- |
| 1.   | Jiří Dopita       | HC Petra Vsetín         | 13 | 9 | 10 | 19 | 10 | 15  |
| 2.   | Roman Horák       | HC Sparta Praha         | 12 | 8 | 10 | 18 | 0  | 3   |
| 3.   | Robert Kysela     | HC Chemopetrol Litvínov | 16 | 7 | 11 | 18 | 8  | 10  |
| 4.   | Martin Rousek     | HC Chemopetrol Litvínov | 16 | 8 | 7  | 15 | 20 | 11  |
| 5.   | Patrik Martinec   | HC Sparta Praha         | 12 | 6 | 8  | 14 | 10 | -2  |
| 6.   | Vladimír Jeřábek  | HC Chemopetrol Litvínov | 16 | 5 | 9  | 14 | 4  | 6   |
| 7.   | Tomáš Sršeň       | HC Petra Vsetín         | 12 | 4 | 10 | 14 | 8  | 13  |
| 8.   | Jiří Vykoukal     | HC Sparta Praha         | 12 | 4 | 10 | 14 | 0  | 3   |
| 9.   | David Výborný     | HC Sparta Praha         | 12 | 7 | 6  | 13 | 10 | 2   |
| 10.  | Vladimír Machulda | HC Chemopetrol Litvínov | 16 | 4 | 9  | 13 | 8  | -7  |

| Umístění         | Mužstvo                 | Hráči |
| ---------------- | ----------------------- | --- |
| Zlatá medaile    | HC Petra Vsetín         | Brankáři: Roman Čechmánek, Ivo Pešat Obránci: Antonín Stavjaňa, Alexej Jaškin, Jiří Veber, Stanislav Pavelec, Pavel Augusta, Jan Srdínko, Tomáš Jakeš, Daniel Vrla, Petr Kuboš Útočníci: Jiří Dopita, Zbyněk Mařák, Aleš Zima, Michal Tomek, Andrej Galkin, Tomáš Sršeň, Aleš Polcar, Rostislav Vlach, Miroslav Barus, Roman Stantien, Ivan Padělek, Jiří Zadražil, Martin Ručinský, David Hruška, Libor Forch, Daniel Tesařík Trenéři Horst Valášek a Zdislav Tabara |
| Stříbrná medaile | HC Chemopetrol Litvínov | Brankáři: Petr Franěk, Zdeněk Orct Obránci: Sergej Butko, Normund Sejejs, Radek Mrázek, Kamil Prachař, Angel Nikolov, Ondřej Zetek, Petr Krátký, Petr Molnár, Martin Škoula Útočníci: Robert Kysela, Vladimír Jeřábek, Jan Alinč, Martin Rousek, Tomáš Vlasák, Vladimír Machulda, Michael Fadějev, Jaroslav Buchal, David Balázs, Josef Straka, Jindřich Kotrla, Stanislav Rosa, Radim Piroutek, Jiří Benda Trenéři Josef Beránek a Vladimír Kýhos                    |
| Bronzová medaile | HC Sparta Praha         | Brankáři: Ivo Čapek, Martin Cinibulk, Ivan Vasilev Obránci: Jiří Vykoukal, Jaroslav Nedvěd, Václav Burda, Pavel Šrek, Petr Kuchyňa, František Ptáček, Radek Hamr, Jiří Kročák, Václav Benák Útočníci: Roman Horák, Patrik Martinec, David Výborný, Richard Žemlička, Andrej Potajčuk, Jiří Zelenka, Petr Hrbek, Jan Hlaváč, Miroslav Hlinka, Andrej Tkačuk, Jaroslav Hlinka, David Volek, Zbyněk Kukačka Trenéři František Výborný a Berger                           |

## Rozhodčí

### Hlavní
- Všichni

- Jiří Balej
- Aleš Blažek
- Petr Bolina
- Oldřich Brada
- Tomáš Fietko
- Ondřej Fraňo
- Ivo Haber
- Martin Homola
- Milan Kolísek
- Tomáš Machač
- Dalibor Pasker
- Rudolf Potsch
- Petr Poruba
- Miroslav Příhoda
- František Rejthar
- Tomáš Svoboda
- Vladimír Svoboda
- Bohuslav Šteier
- Ladislav Vokurka

### Čároví
- Všichni

- Miloš Bádal –  Roman Pouzar
- Stanislav Barvíř –  Petr Blümel
- Jaromír Bláha –  Václav Český
- Jaromír Brázdil -  Pavel Halas
- Jaromír Brunclík –  Ladislav Rouspetr
- Vilém Cambal –  Michal Unzeitig
- Jan Čížek -  Zdeněk Novák
- Alexandr Fedoročko–  Jan Padevět
- Roman Frühauf -  Tomáš Průcha
- Josef Furmánek -  Jaroslav Grochol
- Evžen Kostka –  Pavel Fiala
- Miroslav Dvořák –  Radovan Křivský
- Petr Hauser –  Miroslav Charvát
- Petr Charvát–  Jiří Pešan
- Luboš Chytil -  Vladimír Mana
- Jiří Stulák -  Aleš Pokorný
- Roman Valta -  Pavel Sirotek
- Miloš Rychlý - Stanislav Judásek